# Roxasella losbanosa
Roxasella losbanosa är en insektsart som beskrevs av Baltasar Merino 1936. Roxasella losbanosa ingår i släktet Roxasella och familjen dvärgstritar. Inga underarter finns listade i Catalogue of Life.